# زياد مشموم
زياد مشموم (مواليد 28 يناير 1993) هو لاعب كرة قدم تونسي يلعب كمدافع في نادي الاتحاد الرياضي ببنقردان.